# ديث ووتش (فلم 2002)
ديث ووتش (بالإنجليزية: Deathwatch) هو فيلم رعب تم إنتاجه في المملكة المتحدة وألمانيا وصدر سنة 2002 بطولة جيمي بيل وكريس مارشال وأندي سركيس.

## القصة
أثناء الحرب العالمية الأولى يسعى 9 جنود بريطانيين تم ظبطهم من طرف الجيش الألماني إلى اللجوء إلى أحد الخنادق الألمانية لكن ما يكتشونه انهم ليسوا وحدهم و ليس الجيش الألماني الذي معهم.

## وصلات خارجية
- مقالات تستعمل روابط فنية بلا صلة مع ويكي بيانات

ديث ووتش على IMDb
ديث ووتش على Rotten Tomatos